# Okavango (roman)
Okavango est un roman noir de Caryl Férey publié en 2023 aux éditions Gallimard

## Résumé
Dans une réserve animalière (Wild Bunch) située à l'Ouest de la Zone Transfrontalière Kavango-Zambèze (KaZa), le corps d'un jeune homme est retrouvé mort. Suspecté d'être un braconnier, l'enquête est confiée à la ranger Solanah Betwase plutôt qu'à la police locale.

## Personnages

### Habitant·es de Wild Bunch
- John Latham, gérant et usufruitier de Wild Bunch, le "caméleon"
- Aya, femme défunte de John
- N/Kon, ami de John et propriétaire de Wild Bunch
- Nate, neveu de N/Kon
- Priti, nièce de N/Kon
- Eden, soeur de Priti
- Hikka, tante de Priti

### Rangers / policiers
- Solanah Betwase, ranger de la KaZa (lieutenant)
- Azuel Betwase, chef (colonel) des rangers de la KaZa
- Seth, ranger, coéquipoer de Solanah (lieutenant)
- Ekandjo, chef de la police

### Traficants
- Rainer Du Plessis, "le scorpion", ancien commandant du 32ème bataillon de l'armée sud-africaine
- Joost Du Plessis, "Baas", neveu de Rainer Du Plessis
- Wia ("Mangouste jaune"), frère de N/Kon
- Bee Five, homme de main de Rainer Du Plessis chargé de l'abattage des bêtes
- Manuel Neto dit "One", ancien enfant-soldat angolais. Homme de main de Rainer Du Plessis chargé du recrutement des pisteurs.
- Doigts de fée, homme de main de Rainer Du Plessis chargé du dépeçage des bêtes
- Taho Tseng dit "le Chinois", homme de main de Rainer Du Plessis chargé du piratage informatique
- Taiwo, homme de main de Rainer Du Plessis
- Peter, homme de main de Rainer Du Plessis chargé des faux papiers et de la logistique.
- Otto, homme de main de Rainer Du Plessis chargé du pilotage
- M. Zeng, client de Rainer Du Plessis
- Xhase, pisteur et braconnier engagé par le Scorpion
- Virinao ("Rigan"), pisteur et braconnier engagé par le Scorpion

### Autres protagonistes
- Wilmine, grand-mère de Seth
- Kasita, informateur des rangers
- Magnus Hobe, ancien sergent du 32ème bataillon de l'armée sud-africaine
- Afandy, soeur de Xhase
- N/Aissi, guérisseur du village Naama
- Mpule Kiabilua, médecin légiste
- Gunther et Kendall Malan, parents de John.
- Myriam, alibi de Wia
- Hoe, guérisseur/vendeur sur le marché de Rundu.